# Jesús Morales Flores
Jesús Morales Flores (Esperanza, Puebla; 19 de julio de 1946) es un político mexicano nacido en el pueblo de Santa Catarina Los Reyes, municipio de Esperanza, Puebla, es hermano de otros dos políticos en la entidad: Melquiades Morales Flores y Roberto Morales Flores.
Abogado, Notario y Actuario por la Facultad de Derecho y Ciencias Sociales de la hoy Benemérita Universidad Autónoma de Puebla, ha sido Diputado al Honorable Congreso del Estado de Puebla y al Honorable Congreso de la Unión, dirigente campesino en el estado de Puebla y secretario de Educación Pública del gobierno de la entidad. También ha sido Director de Gobernación en el Estado de Puebla y Delegado de la Secretaría de Gobernación del Gobierno Federal en los estados de Puebla y Veracruz.
Actualmente es diputado al Honorable Congreso del Estado de Puebla por tercera ocasión, del cual ya ha sido coordinador. En dicho cargo fue designado por el Pleno como Vicepresidente de la Mesa Directiva del Primer Período Ordinario de Sesiones, Primer Año de Ejercicio de la Legislatura.
Para el proceso electoral de julio del 2012 el partido revolucionario lo designó nuevamente como candidato a diputado federal por el distrito 7 con cabecera en Tepeaca Puebla.

## Estudios
- Abogado, Notario y Actuario por la hoy Benemérita Universidad Autónoma de Puebla.
- Diplomado en Desarrollo Local y Planeación Municipal Participativa por el Instituto Nacional para el Federalismo y el Desarrollo Municipal (INAFED), el Instituto Nacional de Desarrollo Social (INDESOL) y la Universidad Autónoma Metropolitana Unidad Xochimilco (UAM-X).

## Cargos políticos
Durante su  trayectoria política, Jesús Morales ha ocupado numerosos cargos dentro de la estructura territorial del Partido Revolucionario Institucional (a nivel estatal y nacional) y dentro de la estructura sectorial de dicho partido (en el sector agrario en los niveles estatal y nacional, como miembro de la Confederación Nacional Campesina).
- Secretario de Divulgación Ideológica del Comité Directivo Estatal Puebla del Partido Revolucionario Institucional.
- Secretario de Acción Agraria del Comité Directivo Estatal Puebla del Partido Revolucionario Institucional.
- Secretario de Acción Política y Coordinación Legislativa del Comité Directivo Estatal Puebla del Partido Revolucionario Institucional.
- Secretario General de la Liga de Comunidades Agrarias y Sindicatos Campesinos del Estado de Puebla.
- Coordinador de Programas Oficiales para el Campo, en el Comité Ejecutivo Nacional de la Confederación Nacional Campesina (CNC).
- Secretario General del Comité Ejecutivo Nacional de la Confederación Nacional Campesina (CNC).
- Coordinador Nacional del Frente de Legisladores Cenecistas del Comité Ejecutivo Nacional de la Confederación Nacional Campesina (CNC).
- Delegado General de la Confederación Nacional Campesina (CNC) en los  Estados de Veracruz, Morelos, Distrito Federal, Michoacán.
- Coordinador de Secretarios Regionales y Estatales del Comité Ejecutivo Nacional de la Confederación Nacional Campesina (CNC).
- Consejero Político Nacional del Partido Revolucionario Institucional.
- Presidente del LXX Congreso Nacional de la Confederación Nacional Campesina, realizado en la Ciudad de México los días 26, 27 y 28 de agosto de 2008.
- Coordinador General de la campaña de Javier López Zavala, candidato del Partido Revolucionario Institucional a la gubernatura del Estado de Puebla para el período 2011-2017.

## Cargos públicos
En la administración pública, Jesús Morales Flores se ha desempeñado dentro de diversas dependencias del Poder Ejecutivo Federal y del Poder Ejecutivo del Estado de Puebla, concretamente en los de ámbitos inherentes a la gobernación y el sector educativo.
- Director general de Gobierno de la Secretaría de Gobernación del Estado de Puebla.
- Delegado de la Secretaría de Gobernación del Gobierno Federal en el estado de Veracruz.
- Secretario de Educación Pública del Estado de Puebla en el último año del gobierno de Guillermo Jiménez Morales, gobernador constitucional para el período 1981-1987, y durante el período de gobierno de Mariano Piña Olaya, gobernador constitucional para el período 1987-1993, ejerciendo el cargo por un total de 7 años (de 1986 a 1993).
- Representante del Gobierno del Estado de Puebla en la Ciudad de México.

## Cargos de elección popular
En los poderes legislativos federal y estatal, Jesús Morales ha sido electo en cuatro ocasiones como representante por los distritos de Ciudad Serdán y Tepeaca, habiendo desempeñado responsabilidades dentro de su grupo parlamentario así como del trabajo en las comisiones legislativas de las que ha formado parte.
- Diputado a la XLVII Legislatura del Honorable Congreso del Estado de Puebla por el 13° Distrito Local Electoral con cabecera en el municipio de Ciudad Serdán (1978-1981).
- Diputado Suplente a la LII Legislatura del Honorable Congreso de la Unión por el VIII Distrito Electoral Federal de Puebla con cabecera en el municipio de Ciudad Serdán (1982-1985).
- Diputado a la XLIX Legislatura del Honorable Congreso del Estado de Puebla por el 13° Distrito Local Electoral con cabecera en el municipio de Ciudad Serdán (1984-1987, pero dejó el cargo el 23 de octubre de 1986 para asumir el de Secretario de Educación Pública del Gobierno del Estado de Puebla).
- Como Diputado a la XLIX Legislatura se desempeñó como Presidente de la Gran Comisión (Presidente del Congreso del Estado).
- Diputado a la LIX Legislatura del Honorable Congreso de la Unión por el VII Distrito Electoral Federal de Puebla con cabecera en el municipio de Tepeaca (2003-2006, suplente, Dulce María Palacios Fortiz).
- En este cargo se desempeñó como integrante de la Comisión de Agricultura y Ganadería, Vicecoordinador del Grupo Parlamentario del Partido Revolucionario Institucional para Relaciones con Grupos Parlamentarios, y coordinador de la diputación federal del sector agrario del PRI.
- Diputado por el principio de representación proporcional a la LVIII Legislatura del Honorable Congreso del Estado, para el período comprendido enero de 2011 a enero de 2013.
- En dicho cargo fue designado por el pleno como vicepresidente de la mesa directiva del Primer Período Ordinario de Sesiones, Primer Año de Ejercicio de la Legislatura.
- Actualmente es diputado federal por del distrito 7 con cabecera en Tepeaca

## Actividades sociales y académicas
- Miembro del Ilustre Colegio de Abogados de Puebla A. C.
- Presidente del Instituto para el Desarrollo del Altiplano Poblano A. C. (IDAP).
- Ponente en el Diplomado de Estudios de Seguridad Nacional del Instituto de Ingeniería Política celebrado en la ciudad de Puebla en el período escolar 2008-2009, con el tema "Crisis rural, pobreza y migración: La seguridad nacional ignorada".
- Conferencista en el Instituto de Ciencias Jurídicas de Puebla A. C. incorporado a la Benemérita Universidad Autónoma de Puebla con el tema "Las repercusiones del Tratado de Libre Comercio de América del Norte en el sector campesino de México" (septiembre de 2008).